# Parochromolopis
Parochromolopis is een geslacht van vlinders van de familie borstelmotten (Epermeniidae).

## Soorten
- P. floridana Gaedike, 1977
- P. parishi Gaedike, 1977
- P. psittacanthus Heppner, 1980
- P. syncrata (Meyrick, 1921)